# Whatever the Case May Be
"Whatever the Case May Be" er det tolvte afsnit af tv-serien Lost. Episoden blev instrueret af Jack Bender og skrevet af Damon Lindelof & Jennifer Johnson. Det blev første gang udsendt 5. januar 2005, og karakteren Kate Austen vises i afsnittets flashbacks.